# Puccinia juncophila
Puccinia juncophila är en svampart som beskrevs av Cooke & Massee 1893. Puccinia juncophila ingår i släktet Puccinia och familjen Pucciniaceae.   Inga underarter finns listade i Catalogue of Life.